# Liste der Nummer-eins-Hits in Ungarn (1996)
Dies ist eine Liste der Nummer-eins-Hits in Ungarn im Jahr 1996. Sie basiert auf der Top 40 album-, DVD- és válogatáslemez-lista der Magyar Hanglemezkiadók Szövetsége (Mahasz), dem ungarischen Vertreter der International Federation of the Phonographic Industry. 21 verschiedene Alben erreichten in diesem Jahr die Spitze der ungarischen Albumcharts.

## Alben
| ← 1995 ← | Liste der Nummer-eins-Hits in Ungarn | Liste der Nummer-eins-Hits in Ungarn | Liste der Nummer-eins-Hits in Ungarn | 1997 → |
| \| Zeitraum \| Wo. ges. \| Interpret \| Titel \| Zusätzliche Informationen \| \| (Zeitraum, Wochen auf Platz eins, Interpret, Titel, zusätzliche Informationen) \| \| \| \| \| \| ------------------------------------------------------------------------------ \| -------- \| ------------------ \| ---------------------------- \| -------------------------------------------------------------------------------------------------------------------------------------------------------------------------------------------------------------------------------------------------------------------------------------------------------------------------------------------------------------------------------------------------------------------------------------------------------------------------- \| \| 20. November 1995 – 21. Januar 1996 9 Wochen (insgesamt 11) \| 11 \| Zámbó Jimmy \| Szeress, hogy szerethessenek \| – \| \| 22. Januar 1996 – 4. Februar 1996 2 Wochen (insgesamt 12) \| 12 \| Republic \| Tüzet viszek \| – \| \| 5. Februar 1996 – 18. Februar 1996 2 Wochen (insgesamt 11) \| 11 \| Zámbó Jimmy \| Szeress, hogy szerethessenek \| – \| \| 19. Februar 1996 – 24. März 1996 5 Wochen (insgesamt 6) \| 6 \| Hip Hop Boyz \| III. \| Die ersten beiden Alben des Budapester Hip-Hop-Trios waren noch weitgehend erfolglos gewesen, mit Album Nummer drei kam der plötzliche Durchbruch bis an die Spitze. Es reichte noch für zwei weitere Top-10-Alben im Jahr darauf, dann war es sehr schnell nicht nur mit dem Erfolg, sondern mit der ganzen Crew vorbei. \| \| 25. März 1996 – 31. März 1996 1 Woche \| 1 \| Ákos \| Élő dalok \| Nach dem Solodebüt 1993 dauerte es drei Jahre, bis Ákos mit diesem Livealbum seine zweite Nummer-eins-Platzierung hatte. Dazwischen war er zweimal auf Platz zwei stehengeblieben. \| \| 1. April 1996 – 7. April 1996 1 Woche (insgesamt 6) \| 6 \| Hip Hop Boyz \| III. \| – \| \| 8. April 1996 – 14. April 1996 1 Woche \| 1 \| Scooter \| Our Happy Hardcore \| Scatman John hatte im Vorjahr das erste Nummer-eins-Album aus deutscher Produktion in Ungarn, Scooter waren die ersten deutschen Interpreten auf der Spitzenposition. Mit diesem und auch den folgenden beiden Top-3-Alben waren sie in Ungarn deutlich erfolgreicher, als in den deutschsprachigen Ländern. \| \| 15. April 1996 – 5. Mai 1996 3 Wochen \| 3 \| L’art pour l’art \| Lila liba \| Zehn Jahre zuvor war die Komikertruppe gegründet worden, seit fünf Jahren war sie im Fernsehen erfolgreich gewesen. Im Jahr zuvor hatten sie mit ihrer Debüt-CD Vastyúk is talál szeget einen ersten großen Charterfolg, mit Lila liba, der violetten Gans, schafften sie es auf Platz 1. Es folgte noch eine CD über Winnetou, dann ging die Ursprungsformation auseinander und der Erfolg ließ nach, auch wenn andere die „L’art pour l’art Gesellschaft“ weiterführten. \| \| 6. Mai 1996 – 12. Mai 1996 1 Woche \| 1 \| Tankcsapda \| Eleven \| Nach zwei Studioalben auf Platz 3 war es ein Livealbum, das der Metalband aus Debrecen zur ersten Nummer-eins-Platzierung verhalf. \| \| 13. Mai 1996 – 19. Mai 1996 1 Woche (insgesamt 2) \| 2 \| Irigy Hónaljmirigy \| A csillagok háborognak \| Die zweite Truppe aus dem komischen Fach innerhalb kurzer Zeit an der Chartspitze. Diese Kombo ist aber eine echte Musikband, die zwei Jahre zuvor ihr Debüt mit Fetrengés gegeben hatte. Dieses Album war das erste einer Reihe von Nummer-eins-Alben. \| \| 20. Mai 1996 – 26. Mai 1996 1 Woche \| 1 \| George Michael \| Older \| Als George Michael sein letztes Album veröffentlicht hatte, gab es diese ungarischen Charts noch gar nicht. Die erste Gelegenheit auf Platz 1 nutzte der Engländer und insgesamt war er in Ungarn überdurchschnittlich erfolgreich. \| \| 27. Mai 1996 – 2. Juni 1996 1 Woche \| 1 \| Mr. President \| We See the Same Sun \| Zum zweiten Mal in diesem Jahr und zum zweiten Mal überhaupt nahm eine Dance-Band aus Deutschland die Spitzenposition ein. Und zum zweiten Mal schnitt die Band damit in Ungarn deutlich besser ab als in der deutschen Heimat. Das sollte sich aber mit den beiden folgenden Alben ändern, die hier nur noch um Platz 10 platziert waren. \| \| 3. Juni 1996 – 9. Juni 1996 1 Woche (insgesamt 2) \| 2 \| Irigy Hónaljmirigy \| A csillagok háborognak \| – \| \| 10. Juni 1996 – 23. Juni 1996 2 Wochen \| 2 \| Metallica \| Load \| Nach einheimischem Metal diesmal internationaler Metal-Rock auf Platz 1. Das Erfolgsalbum der Band mit den großen Singlehits hatte 1991 nur Platz 10 erreicht, dieses Album war eines von zwei Nummer-eins-Alben der Band in Ungarn. \| \| 24. Juni 1996 – 11. August 1996 7 Wochen \| 7 \| Robert Miles \| Dreamland \| Nachdem in den Jahren zuvor immer mindestens ein Album 10 Wochen oder mehr auf Platz 1 verbracht hatte, genügten dieses Jahr schon 7 Wochen, um das erfolgreichste zu sein. \| \| 12. August 1996 – 8. September 1996 4 Wochen \| 4 \| Fugees \| The Score \| Im ständigen Wechsel der Musikgenre in diesem Jahr war diesmal wieder Hip-Hop an der Spitze. The Score war das einzige internationale Hitalbum des US-amerikanischen Trios. \| \| 9. September 1996 – 15. September 1996 1 Woche \| 1 \| Backstreet Boys \| Backstreet Boys \| Das Debütalbum der US-Boygroup erreichte außer in Ungarn noch in den deutschsprachigen Ländern Platz eins, in vielen weiteren Ländern stand es in den Top 10. \| \| 16. September 1996 – 22. September 1996 1 Woche \| 1 \| Mike Oldfield \| Voyager \| Mit 14 Alben war der britische Instrumentalkünstler ab 1990 in den ungarischen Charts. Mit diesem Album war er ein einziges Mal auch auf Platz eins der Charts. \| \| 23. September 1996 – 20. Oktober 1996 4 Wochen \| 4 \| Republic \| Igen \| Nachdem die Rockband mehrere Jahre knapp die Chartspitze verpasst hatte, war dies das zweite Nummer-eins-Album in Folge. \| \| 21. Oktober 1996 – 3. November 1996 2 Wochen \| 2 \| Happy Gang \| Dauer \| Die ungarische Popband war 1996 auf dem Höhepunkt ihrer Karriere, Kérek egy kulcsot a szívedhez war der meistgespielte Hit des Jahres, das Album Boojaka war früher im Jahr schon auf Platz zwei gestanden und nach diesem Nummer-eins-Album erhielten sie den ungarischen Bravo Otto.[1] Nach zwei weiteren Alben ging das Trio auseinander. \| \| 4. November 1996 – 10. November 1996 1 Woche \| 1 \| Kelly Family \| Almost Heaven \| Das Debütalbum Over the Hump, das in Deutschland bereits 1994 erschienen war, hatte im Frühjahr bereits Platz drei erreicht. Mit Almost Heaven erreichten die Kellys zum ersten und einzigen Mal Platz eins in Ungarn. Bis 2002 konnten sie sich noch viermal in Ungarn platzieren, aber nur noch einmal in den Top 10. \| \| 11. November 1996 – 17. November 1996 1 Woche \| 1 \| DJ Bobo \| World in Motion \| René Baumann ist der zweite Schweizer DJ in diesem Jahr auf Platz eins. Bis 2003 war DJ Bobo regelmäßig in den ungarischen Charts und mit drei Alben in den Top 10. \| \| 18. November 1996 – 1. Dezember 1996 2 Wochen \| 2 \| Zámbó Jimmy \| Mit akarsz a boldogságtól \| Zum dritten Mal in Folge stand Zámbó gegen Jahresende an der Chartspitze, diesmal hielt der Erfolg aber nicht über Weihnachten und Neujahr an. Es war sein sechstes Nummer-eins-Album. \| \| 2. Dezember 1996 – 26. Januar 1997 8 Wochen (insgesamt 10) \| 10 \| Hupikék törpikék \| Buli van aprajafalván! \| Die Schlümpfe hatten mit ihren mit verzerrter Schlumpfenstimme gesungenen Coverversionen aktueller Hits waren schon in vielen Ländern erfolgreich gewesen. In Ungarn begann es Ende 1996 mit diesem Nummer-eins-Album. \| |                                      |                                      |                                      | |
| ← 1995 |                                      |                                      |                                      | → 1997 → |
| Zeitraum | Wo. ges.                             | Interpret                            | Titel                                | Zusätzliche Informationen |
| (Zeitraum, Wochen auf Platz eins, Interpret, Titel, zusätzliche Informationen) |                                      |                                      |                                      | |
| 20. November 1995 – 21. Januar 1996 9 Wochen (insgesamt 11) | 11                                   | Zámbó Jimmy                          | Szeress, hogy szerethessenek         | – |
| 22. Januar 1996 – 4. Februar 1996 2 Wochen (insgesamt 12) | 12                                   | Republic                             | Tüzet viszek                         | – |
| 5. Februar 1996 – 18. Februar 1996 2 Wochen (insgesamt 11) | 11                                   | Zámbó Jimmy                          | Szeress, hogy szerethessenek         | – |
| 19. Februar 1996 – 24. März 1996 5 Wochen (insgesamt 6) | 6                                    | Hip Hop Boyz                         | III.                                 | Die ersten beiden Alben des Budapester Hip-Hop-Trios waren noch weitgehend erfolglos gewesen, mit Album Nummer drei kam der plötzliche Durchbruch bis an die Spitze. Es reichte noch für zwei weitere Top-10-Alben im Jahr darauf, dann war es sehr schnell nicht nur mit dem Erfolg, sondern mit der ganzen Crew vorbei. |
| 25. März 1996 – 31. März 1996 1 Woche | 1                                    | Ákos                                 | Élő dalok                            | Nach dem Solodebüt 1993 dauerte es drei Jahre, bis Ákos mit diesem Livealbum seine zweite Nummer-eins-Platzierung hatte. Dazwischen war er zweimal auf Platz zwei stehengeblieben. |
| 1. April 1996 – 7. April 1996 1 Woche (insgesamt 6) | 6                                    | Hip Hop Boyz                         | III.                                 | – |
| 8. April 1996 – 14. April 1996 1 Woche | 1                                    | Scooter                              | Our Happy Hardcore                   | Scatman John hatte im Vorjahr das erste Nummer-eins-Album aus deutscher Produktion in Ungarn, Scooter waren die ersten deutschen Interpreten auf der Spitzenposition. Mit diesem und auch den folgenden beiden Top-3-Alben waren sie in Ungarn deutlich erfolgreicher, als in den deutschsprachigen Ländern. |
| 15. April 1996 – 5. Mai 1996 3 Wochen | 3                                    | L’art pour l’art                     | Lila liba                            | Zehn Jahre zuvor war die Komikertruppe gegründet worden, seit fünf Jahren war sie im Fernsehen erfolgreich gewesen. Im Jahr zuvor hatten sie mit ihrer Debüt-CD Vastyúk is talál szeget einen ersten großen Charterfolg, mit Lila liba, der violetten Gans, schafften sie es auf Platz 1. Es folgte noch eine CD über Winnetou, dann ging die Ursprungsformation auseinander und der Erfolg ließ nach, auch wenn andere die „L’art pour l’art Gesellschaft“ weiterführten. |
| 6. Mai 1996 – 12. Mai 1996 1 Woche | 1                                    | Tankcsapda                           | Eleven                               | Nach zwei Studioalben auf Platz 3 war es ein Livealbum, das der Metalband aus Debrecen zur ersten Nummer-eins-Platzierung verhalf. |
| 13. Mai 1996 – 19. Mai 1996 1 Woche (insgesamt 2) | 2                                    | Irigy Hónaljmirigy                   | A csillagok háborognak               | Die zweite Truppe aus dem komischen Fach innerhalb kurzer Zeit an der Chartspitze. Diese Kombo ist aber eine echte Musikband, die zwei Jahre zuvor ihr Debüt mit Fetrengés gegeben hatte. Dieses Album war das erste einer Reihe von Nummer-eins-Alben. |
| 20. Mai 1996 – 26. Mai 1996 1 Woche | 1                                    | George Michael                       | Older                                | Als George Michael sein letztes Album veröffentlicht hatte, gab es diese ungarischen Charts noch gar nicht. Die erste Gelegenheit auf Platz 1 nutzte der Engländer und insgesamt war er in Ungarn überdurchschnittlich erfolgreich. |
| 27. Mai 1996 – 2. Juni 1996 1 Woche | 1                                    | Mr. President                        | We See the Same Sun                  | Zum zweiten Mal in diesem Jahr und zum zweiten Mal überhaupt nahm eine Dance-Band aus Deutschland die Spitzenposition ein. Und zum zweiten Mal schnitt die Band damit in Ungarn deutlich besser ab als in der deutschen Heimat. Das sollte sich aber mit den beiden folgenden Alben ändern, die hier nur noch um Platz 10 platziert waren. |
| 3. Juni 1996 – 9. Juni 1996 1 Woche (insgesamt 2) | 2                                    | Irigy Hónaljmirigy                   | A csillagok háborognak               | – |
| 10. Juni 1996 – 23. Juni 1996 2 Wochen | 2                                    | Metallica                            | Load                                 | Nach einheimischem Metal diesmal internationaler Metal-Rock auf Platz 1. Das Erfolgsalbum der Band mit den großen Singlehits hatte 1991 nur Platz 10 erreicht, dieses Album war eines von zwei Nummer-eins-Alben der Band in Ungarn. |
| 24. Juni 1996 – 11. August 1996 7 Wochen | 7                                    | Robert Miles                         | Dreamland                            | Nachdem in den Jahren zuvor immer mindestens ein Album 10 Wochen oder mehr auf Platz 1 verbracht hatte, genügten dieses Jahr schon 7 Wochen, um das erfolgreichste zu sein. |
| 12. August 1996 – 8. September 1996 4 Wochen | 4                                    | Fugees                               | The Score                            | Im ständigen Wechsel der Musikgenre in diesem Jahr war diesmal wieder Hip-Hop an der Spitze. The Score war das einzige internationale Hitalbum des US-amerikanischen Trios. |
| 9. September 1996 – 15. September 1996 1 Woche | 1                                    | Backstreet Boys                      | Backstreet Boys                      | Das Debütalbum der US-Boygroup erreichte außer in Ungarn noch in den deutschsprachigen Ländern Platz eins, in vielen weiteren Ländern stand es in den Top 10. |
| 16. September 1996 – 22. September 1996 1 Woche | 1                                    | Mike Oldfield                        | Voyager                              | Mit 14 Alben war der britische Instrumentalkünstler ab 1990 in den ungarischen Charts. Mit diesem Album war er ein einziges Mal auch auf Platz eins der Charts. |
| 23. September 1996 – 20. Oktober 1996 4 Wochen | 4                                    | Republic                             | Igen                                 | Nachdem die Rockband mehrere Jahre knapp die Chartspitze verpasst hatte, war dies das zweite Nummer-eins-Album in Folge. |
| 21. Oktober 1996 – 3. November 1996 2 Wochen | 2                                    | Happy Gang                           | Dauer                                | Die ungarische Popband war 1996 auf dem Höhepunkt ihrer Karriere, Kérek egy kulcsot a szívedhez war der meistgespielte Hit des Jahres, das Album Boojaka war früher im Jahr schon auf Platz zwei gestanden und nach diesem Nummer-eins-Album erhielten sie den ungarischen Bravo Otto. Nach zwei weiteren Alben ging das Trio auseinander. |
| 4. November 1996 – 10. November 1996 1 Woche | 1                                    | Kelly Family                         | Almost Heaven                        | Das Debütalbum Over the Hump, das in Deutschland bereits 1994 erschienen war, hatte im Frühjahr bereits Platz drei erreicht. Mit Almost Heaven erreichten die Kellys zum ersten und einzigen Mal Platz eins in Ungarn. Bis 2002 konnten sie sich noch viermal in Ungarn platzieren, aber nur noch einmal in den Top 10. |
| 11. November 1996 – 17. November 1996 1 Woche | 1                                    | DJ Bobo                              | World in Motion                      | René Baumann ist der zweite Schweizer DJ in diesem Jahr auf Platz eins. Bis 2003 war DJ Bobo regelmäßig in den ungarischen Charts und mit drei Alben in den Top 10. |
| 18. November 1996 – 1. Dezember 1996 2 Wochen | 2                                    | Zámbó Jimmy                          | Mit akarsz a boldogságtól            | Zum dritten Mal in Folge stand Zámbó gegen Jahresende an der Chartspitze, diesmal hielt der Erfolg aber nicht über Weihnachten und Neujahr an. Es war sein sechstes Nummer-eins-Album. |
| 2. Dezember 1996 – 26. Januar 1997 8 Wochen (insgesamt 10) | 10                                   | Hupikék törpikék                     | Buli van aprajafalván!               | Die Schlümpfe hatten mit ihren mit verzerrter Schlumpfenstimme gesungenen Coverversionen aktueller Hits waren schon in vielen Ländern erfolgreich gewesen. In Ungarn begann es Ende 1996 mit diesem Nummer-eins-Album. |